# Église Saint-Marcellin-et-Saint-Pierre d'Hasnon
Pour les articles homonymes, voir Église Saint-Marcellin-et-Saint-Pierre.
L'église Saint-Marcellin-et-Saint-Pierre est une église catholique située à Hasnon, en France.

## Histoire
Au XXIe siècle, l'église possède encore son cimetière.

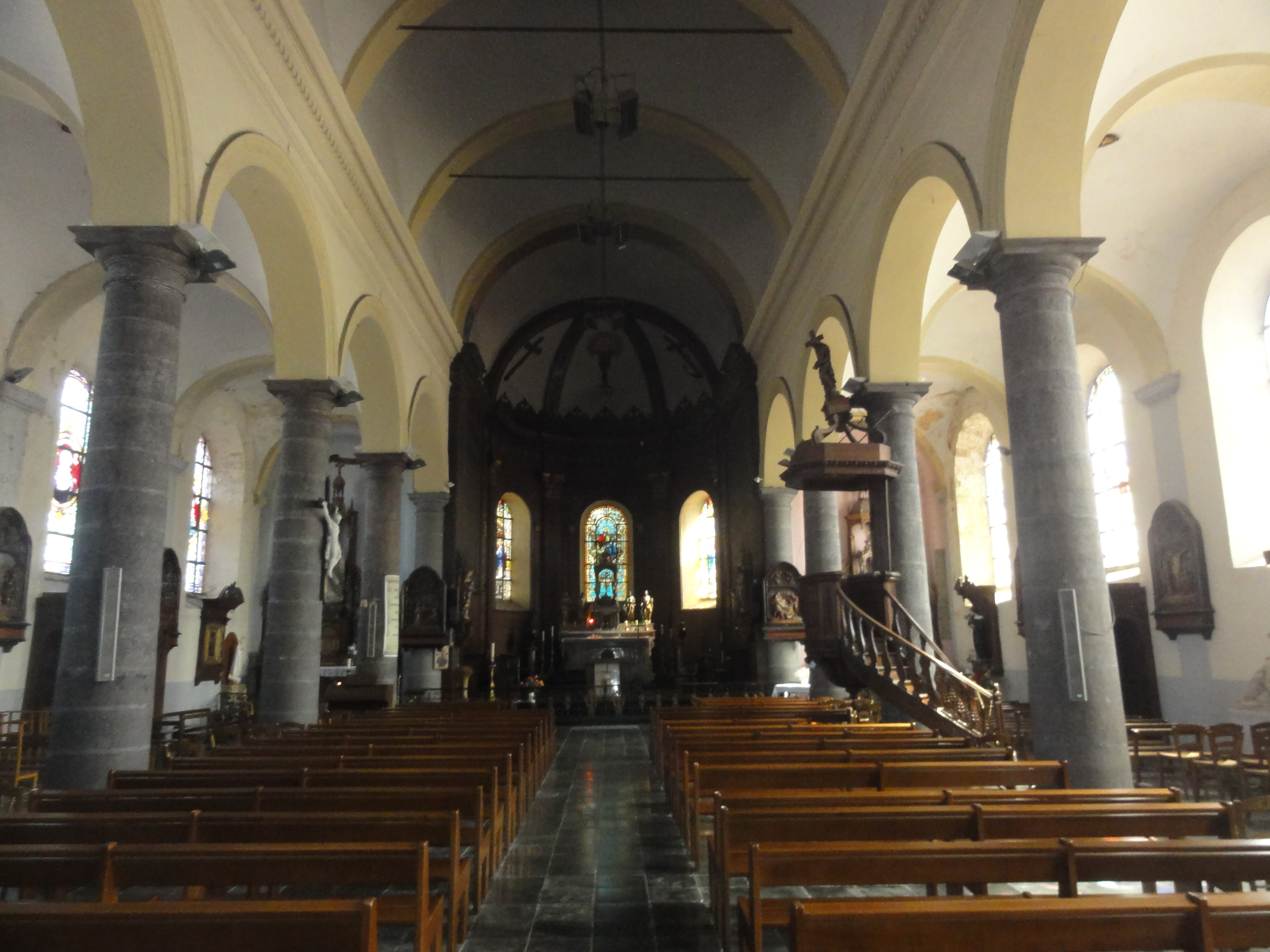
L'intérieur de l'église.
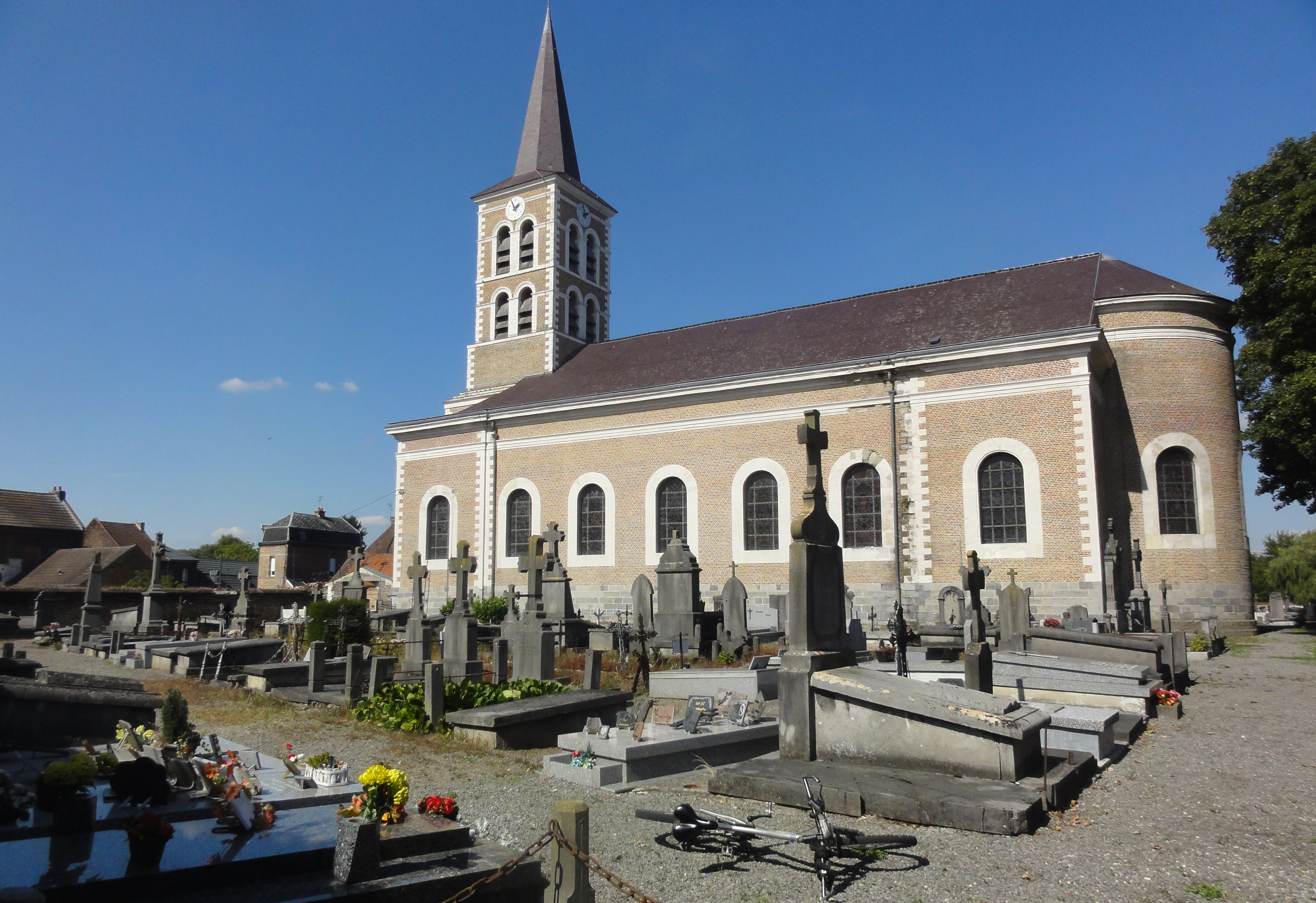
L'église vue depuis le cimetière.